# Jungfru Marie trolovning (Perugino)
Jungfru Marie trolovning är en oljemålning av den italienske renässanskonstnären Pietro Perugino. Den målades 1503–1504 och ingår i samlingarna på Musée des Beaux-Arts i Caen. 
Målningen visar trolovningen mellan Jungfru Maria och Josef från Nasaret såsom den skildras i Jakobs protevangelium och Legenda aurea. Josef sätter högtidligt ringen på Marias finger och håller den blommande staven, symbolen för att han är den utvalde, i sin vänstra hand. Hans trästav har blommat ut, medan de andra friarnas har förblivit torra. Två av friarna, bryter besvikna sina stavar. Emellan de trolovade står översteprästen Sakarias.    
Målningen var utställd i Perugias katedral från färdigställandet till 1798 då franska trupper beslagtog den i samband med Napoleonkrigen. Den deponerades 1802 i den normandiska staden Caen där den idag ingår i samlingarna på Musée des Beaux-Arts.
Den oktogonala byggnaden, som ska föreställa Jerusalems tempel, avbildade Perugino även i Kristus överlämnar himmelrikets nycklar till Petrus. Peruginos elev, Rafael, målades strax efter en snarlik tavla med samma motiv. 